# Pašnik
Pašnik is een plaats in de gemeente Bednja in de Kroatische provincie Varaždin. De plaats telt 95 inwoners (2001).